# Полумаратон
Полумаратон е състезание по бягане на дистанция 21.0975 километра (13.1094 мили), което е точно половината на маратон. Полумаратоните често привличат дори по-голям брой участници от маратоните, поради факта, че представляват сериозна дистанция, но не изискват високо ниво на подготовка както маратона. Обикновено полумаратоните се провеждат заедно с маратоните като алтернативна дистанция, но има и не малко състезания, които не предлагат по-дълга дистанция от полумаратон.
Най-посещавания полумаратон в света е проведен през 2000 година между градовете Копенхаген и Малмьо, като общият брой финиширали състезанието е 79 719 души. Маратонът е проведен в чест на откриването на моста Йоресунд.

## Полумаратони в България
В България полумаратони се провеждат заедно с маратоните в големите градове като София, Варна, Пловдив и Плевен. Обикновено дистанцията е 21 или 20 километра. 